# Pietro Grasso

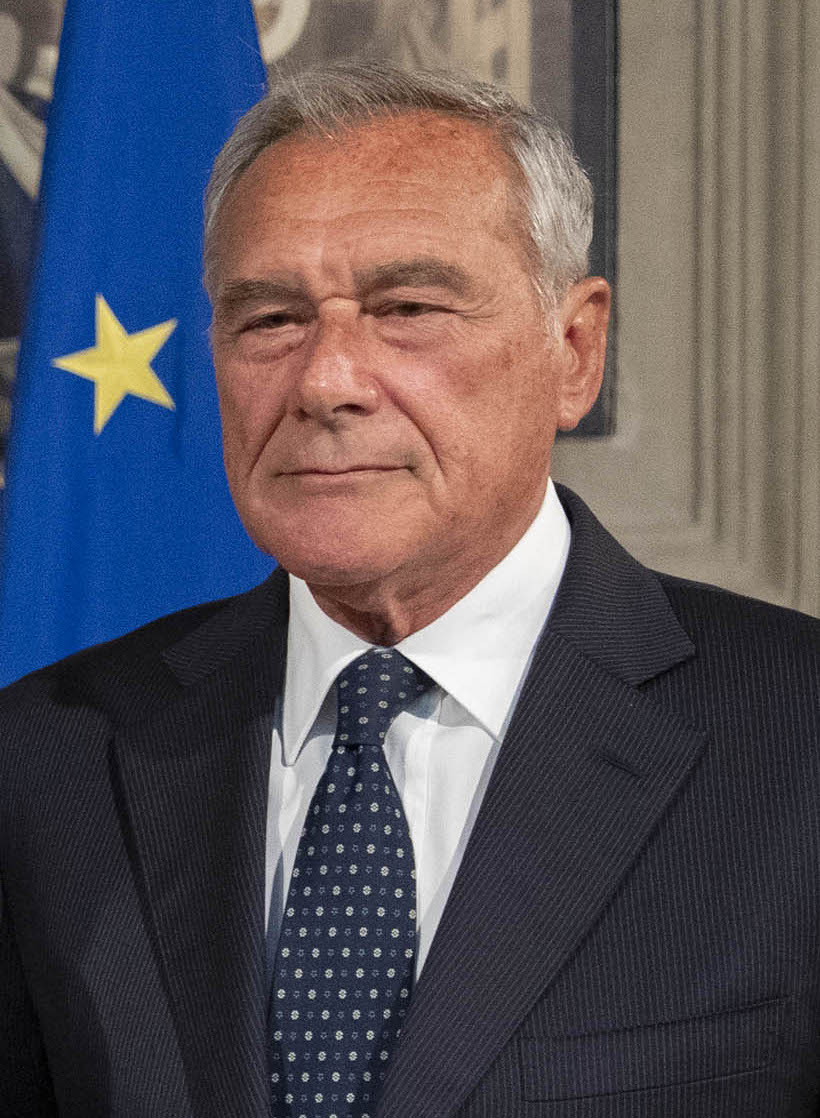
Pietro Grasso (2019)

Pietro Grasso (auch Piero Grasso genannt; * 1. Januar 1945 in Licata, Sizilien) ist ein italienischer Jurist,  Politiker und Parteivorsitzender der Linkspartei Liberi e Uguali.
Grasso war von März 2013 bis März 2018 Präsident des italienischen Senats.
Bevor er Ende 2012 eine politische Laufbahn einschlug, stand er an der Spitze der „Nationalen Antimafia-Staatsanwaltschaft“.

## Leben
Grasso wuchs in Palermo auf. Nach dem Schulbesuch, einem Jurastudium und dem Wehrdienst wurde er 1971 Amtsrichter (pretore) in Barrafranca in Sizilien. Von 1972 bis 1984 arbeitete er als Staatsanwalt in Palermo, wo von 1981 bis 1983 der Zweite Große Mafiakrieg tobte, in dem unter anderem Piersanti Mattarella, Pio La Torre und Carlo Alberto Dalla Chiesa ermordet wurden. Ab 1984 war er als Richter mit dem sogenannten Maxi-Prozess gegen die Mafia befasst. Im Februar 1989 wurde er Berater des Antimafia-Ausschusses des italienischen Parlaments. Ab Mai 1991 arbeitete er mit Giovanni Falcone im italienischen Justizministerium zusammen, dessen Aufgaben er dort nach dessen Ermordung übernahm. Im Januar 1993 wechselte er in die neue Nationale Antimafia-Staatsanwaltschaft, 1999 übernahm er die Leitung der Staatsanwaltschaft Palermo. Am 25. Oktober 2005 wurde Pietro Grasso Leiter der Nationalen Antimafia-Staatsanwaltschaft. Als Nationalem Antimafia-Staatsanwalt (procuratore nazionale antimafia) gelang ihm unter anderem die Verhaftung des Mafia-Bosses Bernardo Provenzano. Grasso legte sein Amt am 27. Dezember 2012 nieder und schied am 8. Januar 2013 aus dem Staatsdienst aus, um bei den Parlamentswahlen am 24. und 25. Februar 2013 als Mitglied des Partito Democratico (PD) für ein Senatorenmandat in der Region Latium zu kandidieren. Vom 16. März 2013 bis zum 24. März 2018 war er Präsident des Senats.
Nach dem Rücktritt von Staatspräsident Giorgio Napolitano am 14. Januar 2015 nahm er als solcher bis zum Amtsantritt von Präsident Sergio Mattarella am 3. Februar die Aufgaben des italienischen Staatsoberhauptes wahr.
Im November 2017 kündigte Grasso seinen Austritt aus dem Partito Democratico an und begründete dies mit parteiinternen Differenzen.
Anfang Dezember desselben Jahres wurde er zum Spitzenkandidaten des linken Wahlbündnisses Liberi e Uguali (LeU) gekürt, welches Ende November aus der Sinistra Italiana und den linken Partito-Democratico-Abspaltungen Articolo 1 – Movimento Democratico e Progressista und Possibile entstanden war.
Für LeU wurde er bei den Parlamentswahlen am 4. März 2018 erneut zum Senator gewählt.